# Mona de nit de cap negre
La mona de nit de cap negre (Aotus nigriceps) és una espècie de primat originari de Sud-amèrica. Aquesta mona de nit viu a Bolívia, el Brasil, Colòmbia i el Perú.